# أورومتشي للطيران
أورومتشي للطيران هي شركة طيران صينية، تشتغل بنظام الطيران منخفض التكلفة، يقع مقرها الرئيسي في أورومتشي بجمهورية الصين الشعبية، وتتخذ من مطار أورومتشي الدولي مركزاً لعملياتها الجوية. بحلول عام 2019، تخطت أورومتشي للطيران عتبة 8 ملايين مُسافر، وعدد ساعات رحلاتها وصل إلى 150 ألف ساعة.

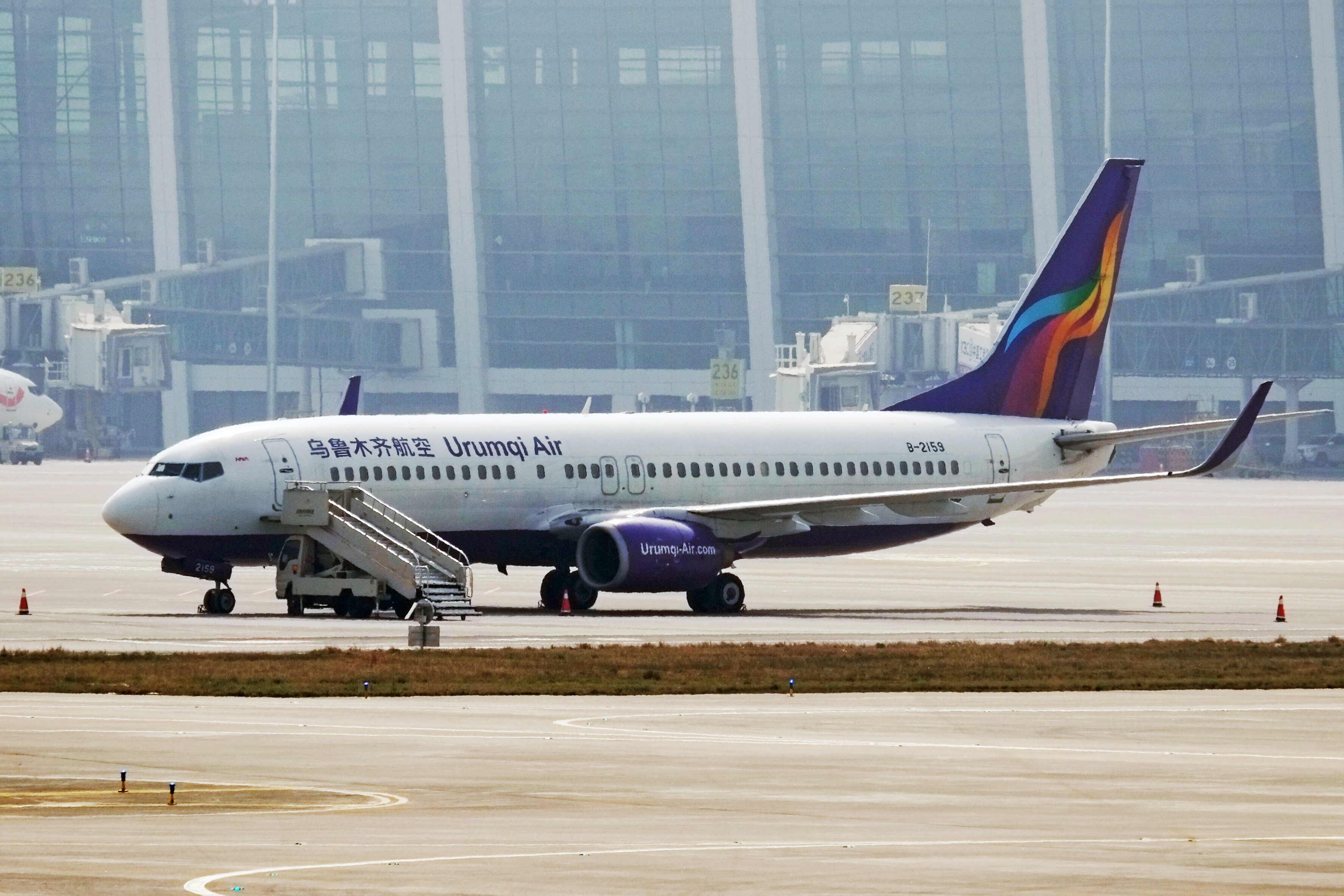
طائرة تابعة لشركة أورومتشي للطيران.

## تاريخ
أنشئت الشركة في عام 2014، بدعم مالي من الشركة الأم خطوط هاينان الجوية.

## الوجهات
انطلاقاً من مطار أورومتشي الدولي، تُشغل أورومتشي للطيران العديد من الخطوط الجوية الداخلية والتي تربط بين العديد من المدن في جمهورية الصين الشعبية.
| الدولة | المدينة    | المطار                       | ملاحظات       |
| ------ | ---------- | ---------------------------- | ------------- |
| الصين  | أقسو       | مطار اكسو                    |               |
| الصين  | تشانغشا    | مطار تشانغشا هوانغوا الدولي  |               |
| الصين  | تشنغدو     | مطار تشنغدو شوانغليو الدولي  |               |
| الصين  | هايكو      | مطار هايكو ميلان الدولي      |               |
| الصين  | حيفي       | مطار حيفي شينكياو الدولي     |               |
| الصين  | خوتان      | مطار خوتان                   |               |
| الصين  | كاراماي    | مطار كاراماي                 |               |
| الصين  | كاشغر      | مطار كاشغر الدولي            |               |
| الصين  | لانتشو     | مطار لانتشو تشونغ تشوان      |               |
| الصين  | يانيونغانغ | مطار يانيونقانغ بايتابو      |               |
| الصين  | ميانيانغ   | مطار ميانيانغ نانيجو         |               |
| الصين  | تشينغداو   | مطار تشينغداو ليوتينغ الدولي |               |
| الصين  | أورومتشي   | مطار أورومتشي الدولي         | مركز العمليات |
| الصين  | شيان       | مطار شيان شيانيانغ الدولي    |               |
| الصين  | ينينغ      | مطار ينينغ                   |               |
| الصين  | تشنغتشو    | مطار تشنغتشو الدولي          |               |

## الأسطول
| نوع الطائرة   | في الخدمة | الطلبيات |
| ------------- | --------- | -------- |
| بوينغ 800-737 | 15        | 2        |
| إمبراير 190   | 1         | _        |
| المجموع       | 16        | 2        |